# Rio Itajaí-Açu
Der Rio Itajaí-Açu ist ein Fluss im brasilianischen Bundesstaat Santa Catarina, der in den Atlantischen Ozean mündet. Der Rio Itajaí-Açu fließt unter anderem durch die Stadt Blumenau.